# Jennifer Wu
Yue Wu, detta Jennifer (Fort Lee, 4 gennaio 1990), è una tennistavolista statunitense, che ha rappresentato gli Stati Uniti ai Giochi olimpici di Rio de Janeiro 2016.

## Palmarès
- Giochi panamericani

Toronto 2015: oro nel singolo
Toronto 2015: oro nella prova a squadre